# Pārū Maḩalleh
Pārū Maḩalleh (persiska: پارو مَحَلِّۀ مَنگِلاب, Pārū Maḩalleh-ye Mangelāb, پارو محله) är en ort i Iran.   Den ligger i provinsen Mazandaran, i den norra delen av landet, 160 km nordost om huvudstaden Teheran. Antalet invånare är 193.
Terrängen runt Pārū Maḩalleh är mycket platt. Runt Pārū Maḩalleh är det tätbefolkat, med 790 invånare per kvadratkilometer. Närmaste större samhälle är Babol, 13,7 km sydväst om Pārū Maḩalleh. Trakten runt Pārū Maḩalleh består till största delen av jordbruksmark.